# Eric Saade
Eric Khaled Saade (ur. 29 października 1990 w Helsingborgu) – szwedzki piosenkarz muzyki pop i dance oraz prezenter telewizyjny.
W latach 2007–2009 wokalista boys bandu What’s Up! Od 2009 artysta solowy, wydał cztery albumy studyjne: Masquerade (2010), Saade Vol. 1 (2011), Saade Vol. 2 (2012), Forgive Me (2013). Reprezentant Szwecji w 56. Konkursie Piosenki Eurowizji (2011).

## Życiorys
Jego ojciec pochodzi z Libanu, a matka jest Szwedką. Gdy miał cztery lata, jego rodzice się rozwiedli. Dzieciństwo spędził w miejscowości Kattarp, jako dziecko interesował się piłką nożną i muzyką. W wieku sześciu lat zadebiutował na scenie, śpiewając na weselu swojej matki. Gdy miał 13 lat, zaczął pisać swoje pierwsze kompozycje muzyczne. W 2004 roku podpisał swój pierwszy kontrakt płytowy. W 2007 wygrał przesłuchania do nowo powstałego boys bandu o nazwie What’s Up!, z którym w 2008 odbył trasę koncertową po Szwecji oraz nagrał szwedzkojęzyczną wersję utworu „This Is Me” („Här är jag”) do produkcji Walt Disney Pictures Camp Rock i wydał album pt. In Pose. Na początku 2009 odszedł z zespołu, by rozpocząć karierę solową.

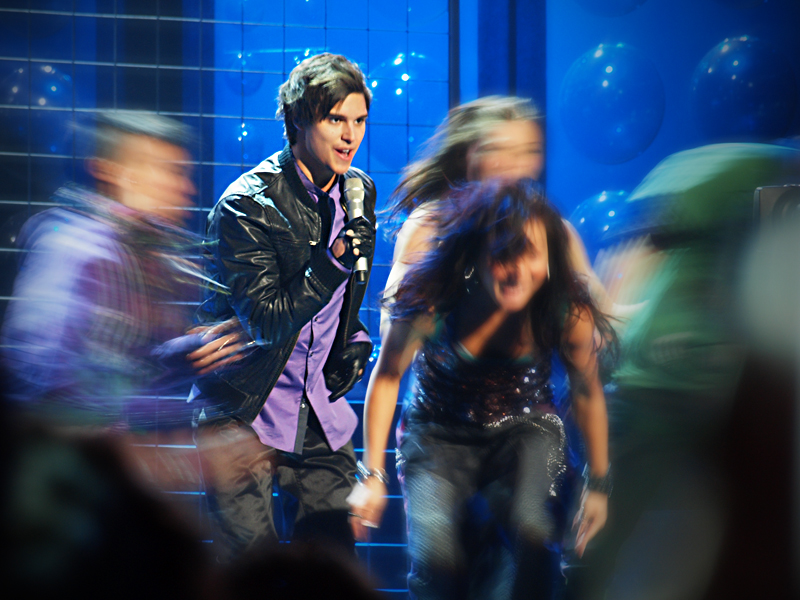
Saade podczas Melodifestivalen 2010

W sierpniu 2009 podpisał kontrakt z wytwórnią Roxy Recordings. Z debiutanckim singlem „Sleepless” z grudnia 2009 dotarł do 44. miejsca na liście przebojów w Szwecji. W styczniu 2010 zdobył nagrodę Scandipop dla największej nadziei roku. W marcu z utworem „Manboy” zajął trzecie miejsce w finale programu Melodifestivalen 2010. Za utwór, z którym przez dziewięć tygodni plasował się w czołówce szwedzkiej listy przebojów, uzyskał certyfikat platynowej płyty. 10 maja opublikował akustyczną wersję utworu i nakręcił do niej teledysk. 19 maja wydał album pt. Masquerade, z którym dotarł do drugiego miejsca listy najczęściej kupowanych płyt w Szwecji i za którego sprzedaż uzyskał status złotej płyty. W ramach promocji albumu odbył trasę koncertową Masquerade Tour. Z trzecim singlem z płyty, „Break of Dawn”, zadebiutował na 45. miejscu krajowej listy przebojów. W sierpniu zdobył nominację do nagrody Rockbjörnen w kategoriach: najlepszy szwedzki artysta na żywo, najlepszy przełomowy występ i najlepsza szwedzka piosenka roku („Manboy”). Album promował jeszcze dwoma singlami: tytułowym i „It’s Gonna Rain”.

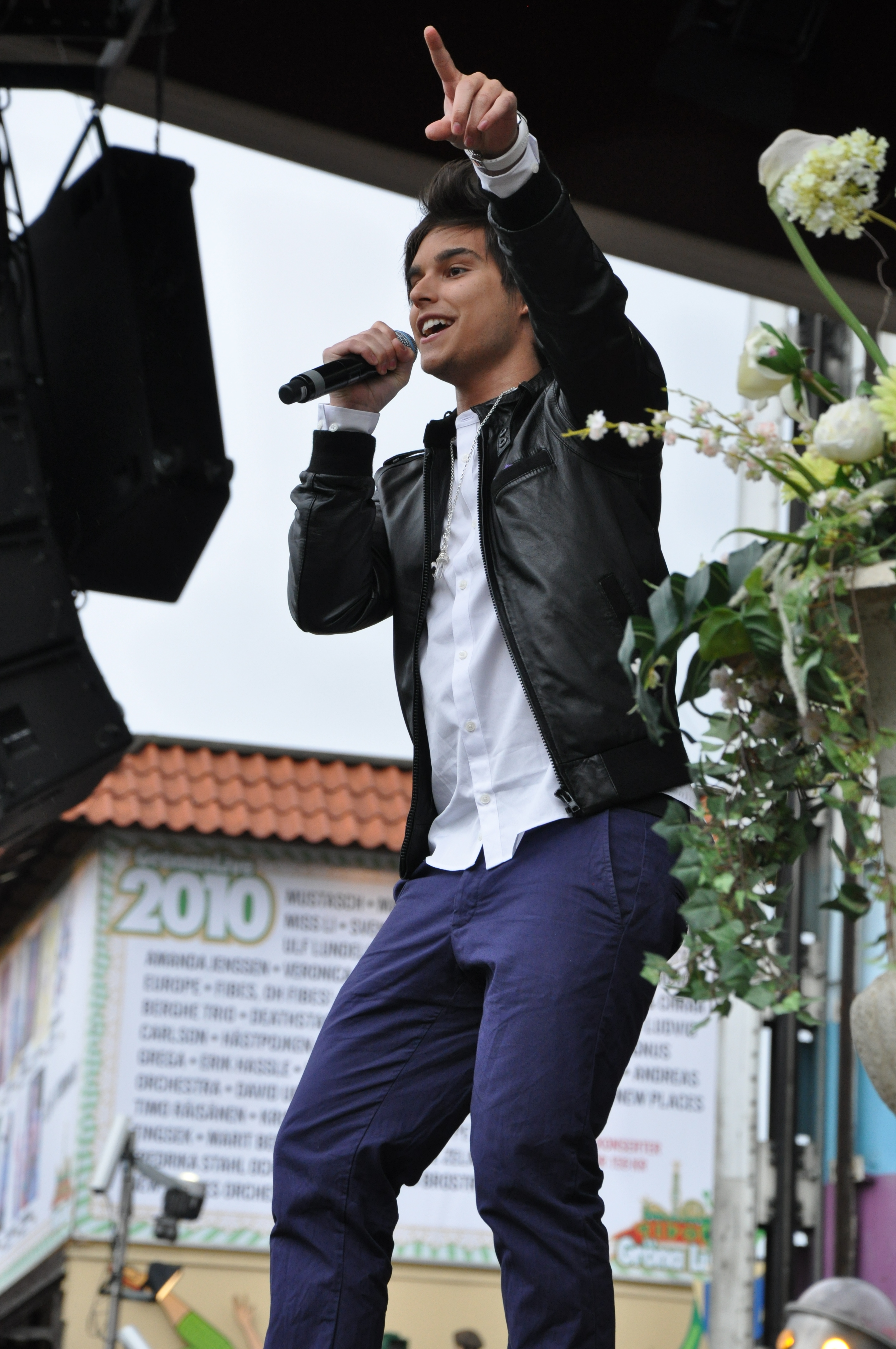
Saade podczas Masquerade Tour (2010)

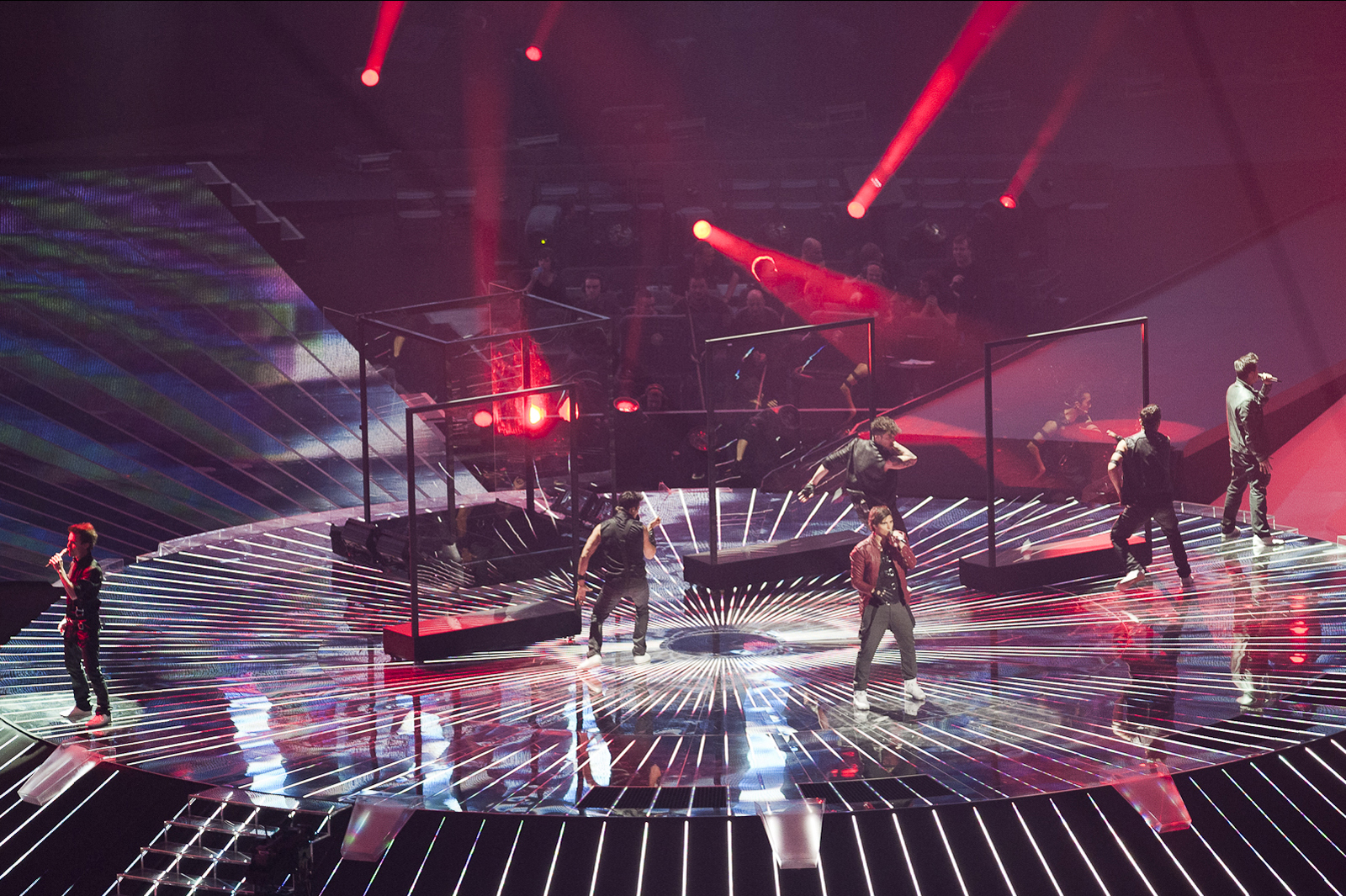
Saade podczas 55. Konkursie Piosenki Eurowizji (2011)

Wiosną 2011 otrzymał Scandipop Award za najlepszy debiut, poza tym był nominowany do nagrody w kategoriach: najlepszy singiel nowego artysty („Manboy” i „It’s Gonna Rain”), najlepszy singiel artysty i najlepszy album artysty (Masquerade). Otrzymał też nominację do Grammis Award za piosenkę roku („Manboy”). W tym samym miesiącu wydał singiel „Still Loving It”, którym zapowiadał swój drugi album. W marcu z utworem „Popular” zwyciężył w finale programu Melodifestivalen 2011, dzięki czemu został wybrany na reprezentanta Szwecji w 56. Konkursie Piosenki Eurowizji w Düsseldorfie. 16 maja zajął trzecie miejsce w finale Eurowizji 2011. Z utworem „Popular” zadebiutował na pierwszym miejscu krajowej listy przebojów i odebrał za niego status podwójnej platynowej płyty w Szwecji. Jeszcze przed występem na Eurowizji był nominowany do Nickelodeon Kids’ Choice Awards dla ulubionej szwedzkiej gwiazdy. Pod koniec czerwca wydał album pt. Saade Vol. 1, z którym zadebiutował na pierwszym miejscu najczęściej kupowanych płyt w Szwecji i na 16. miejsce w zestawieniu bestsellerów w Finlandii. W czerwcu zwyciężył w plebiscycie ESC Radio w kategoriach: najlepszy artysta i najlepsza piosenka. W czerwcu wydał singiel „Hearts in the Air”, z którym zadebiutował na drugim miejscu krajowej listy przebojów i za który zdobył status złotej płyty. Od 17 czerwca do 10 listopada 2011 zagrał koncerty w ramach drugiej trasy koncertowej pod hasłem Made of Pop Concert. W drugiej połowie 2011 był nominowany do nagród You Choice za najlepszy teledysk artysty („Popular”) i najlepszy debiut oraz do Rockbjörnen Award w kategoriach: najlepszy artysta na żywo i najlepsza szwedzka piosenka („Popular”), a także wydał singiel „Hotter Than Fire” (nagrany w duecie z Dev), z którym zadebiutował na piątym miejscu listy przebojów w Szwecji. Pod koniec listopada wydał album pt. Saade Vol. 2, z którym zadebiutował na pierwszym miejscu najchętniej kupowanych płyt w Szwecji i na 46. miejscu notowania bestsellerów w Finlandii. W 2011 fraza „Eric Saade” była najczęściej wyszukiwaną pozycją w serwisie Google w Szwecji.
W 2012 otrzymał nominacje do nagród Scandipop w sześciu kategoriach: najlepszy wokalista, faworyt czytelników, najlepszy album artysty (Saade Vol. 1 i Saade Vol. 2), najlepszy singiel artysty („Popular”) i najlepszy remiks („Popular [SoundFactory Remix]”), poza tym był nominowany do nagrody Grammis w kategorii piosenka roku („Popular”). Na przełomie marca i kwietnia odbył trasę koncertową Pop Explosion Concert 2012, w czerwcu wydał singiel „Imagine” w duecie z Tone Damli, w sierpniu za utwór „Hotter Than Fire” otrzymał Bursztynowego Słowika podczas Konkursu Sopot TOP Of The TOP Festival, a w październiku wydał single „Miss Unknown” i „Marching (In the Name of Love)”.

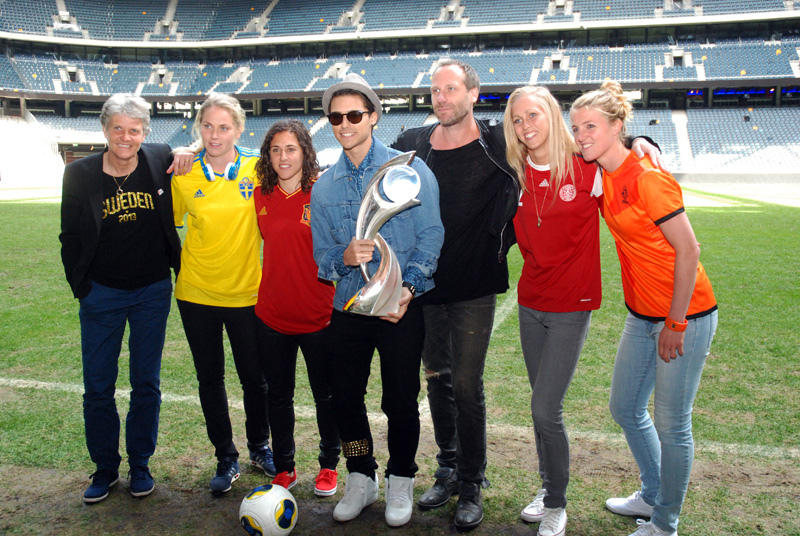
Saade z pucharem Mistrzostw Europy w Piłce Nożnej Kobiet 2013

Pod koniec kwietnia 2013 wydał utwór „Coming Home”. W maju relacjonował na żywo wydarzenia zza kulis 58. Konkursu Piosenki Eurowizji w Malmö oraz nagrał utwór „Winning Ground”, oficjalny hymn Mistrzostw Europy w Piłce Nożnej Kobiet 2013 w Szwecji. 28 sierpnia wydał album pt. Forgive Me, z którym zadebiutował na pierwszym miejscu listy najczęściej kupowanych płyt w Szwecji. W marcu 2015 z utworem „Sting” zajął piąte miejsce w finale programu Melodifestivalen 2015. W tym samym roku odbył trasę koncertową Stripped Live Tour i wydał singiel „Girl from Sweden”. W październiku 2018 został ogłoszony jednym z prowadzących koncerty Melodifestivalen 2019. W marcu 2021 z utworem „Every Minute” zajął drugie miejsce w finale programu Melodifestivalen 2021. W maju 2024 wykonał swój utwór „Popular” w ramach występu otwarcia pierwszego półfinału 68. Konkursu Piosenki Eurowizji nosząc kefiję, będącą symbolem palestyńskiego ruchu narodowego, co wywołało poruszenie w mediach ze względu na trwającą wojnę Izraela z Hamasem.

## Życie prywatne
Mieszka w Sztokholmie. Spotykał się z piosenkarką Molly Sandén. W latach 2015–2020 był związany z blogerką modową Nicole Falciani.

## Dyskografia
Albumy studyjne
| Tytuł        | Szczegóły albumu                                                                        | Najwyższa pozycja | Najwyższa pozycja | Najwyższa pozycja | Najwyższa pozycja | Certyfikat             |
| Tytuł        | Szczegóły albumu                                                                        | SWE               | DEN               | FIN               | NOR               | Certyfikat             |
| ------------ | --------------------------------------------------------------------------------------- | ----------------- | ----------------- | ----------------- | ----------------- | ---------------------- |
| Masquerade   | - Wydany: 19 maja 2010 - Wytwórnia: Roxy Recordings - Format: CD, digital download      | 2                 | –                 | –                 | –                 | - SWE: Złota płyta     |
| Saade Vol. 1 | - Wydany: 29 czerwca 2011 - Wytwórnia: Roxy Recordings - Format: CD, digital download   | 1                 | –                 | 16                | –                 | - SWE: Platynowa płyta |
| Saade Vol. 2 | - Wydany: 30 listopada 2011 - Wytwórnia: Roxy Recordings - Format: CD, digital download | 1                 | –                 | 46                | –                 | - SWE: Platynowa płyta |
| Forgive Me   | - Wydany: 28 sierpnia 2013 - Wytwórnia: Roxy Recordings - Format: CD, digital download  | 1                 | 35                | 16                | 24                |                        |

Albumy kompilacyjne
| Tytuł              | Szczegóły albumu                                                                     |
| ------------------ | ------------------------------------------------------------------------------------ |
| Eric Saade: Deluxe | - Wydany: 7 grudnia 2012 - Wytwórnia: Roxy Recordings - Format: CD, digital download |

Minialbumy (EP)
| Tytuł       | Szczegóły albumu                                                                   |
| ----------- | ---------------------------------------------------------------------------------- |
| Coming Home | - Wydany: 22 maja 2013 - Wytwórnia: Roxy Recordings - Format: CD, digital download |

Single
| Rok  | Singiel                            | Najwyższa pozycja | Najwyższa pozycja | Najwyższa pozycja | Najwyższa pozycja | Najwyższa pozycja | Najwyższa pozycja | Najwyższa pozycja | Certyfikat        | Album        |
| Rok  | Singiel                            | SWE               | AUT               | BEL               | FIN               | GER               | IRE               | UK                | Certyfikat        | Album        |
| ---- | ---------------------------------- | ----------------- | ----------------- | ----------------- | ----------------- | ----------------- | ----------------- | ----------------- | ----------------- | ------------ |
| 2009 | „Sleepless”                        | 44                | –                 | –                 | –                 | –                 | –                 | –                 |                   | Masquerade   |
| 2010 | „Manboy”                           | 1                 | –                 | –                 | –                 | –                 | –                 | –                 | - SWE: Platyna    | Masquerade   |
| 2010 | „Break of Dawn”                    | 45                | –                 | –                 | –                 | –                 | –                 | –                 |                   | Masquerade   |
| 2011 | „Popular”                          | 1                 | 29                | 4                 | 17                | 48                | 27                | 76                | - SWE: 2x Platyna | Saade Vol. 1 |
| 2011 | „Hearts in the Air” (feat. J-Son)  | 2                 | –                 | –                 | –                 | –                 | –                 | –                 | - SWE: Złoto      | Saade Vol. 1 |
| 2011 | „Hotter Than Fire” (feat. Dev)     | 5                 | –                 | 23                | –                 | –                 | –                 | –                 |                   | Saade Vol. 2 |
| 2013 | „Coming Home”                      | –                 | –                 | –                 | –                 | –                 | –                 | –                 |                   | Forgive Me   |
| 2013 | „Boomerang”                        | –                 | –                 | –                 | –                 | –                 | –                 | –                 |                   | Forgive Me   |
| 2013 | „Flashy” (z A-Lee)                 | –                 | –                 | –                 | –                 | –                 | –                 | –                 |                   | Forgive Me   |
| 2014 | „Take a Ride (Put ’Em in the Air)” | –                 | –                 | –                 | –                 | –                 | –                 | –                 |                   | –            |
| 2015 | „Sting”                            | 6                 | –                 | –                 | –                 | –                 | –                 | –                 | - SWE: Platyna    | –            |
| 2015 | „Girl from Sweden”                 | –                 | –                 | –                 | –                 | –                 | –                 | –                 |                   | –            |

## Nagrody i nominacje
| Rok  | Nagroda                                          | Kategoria                        | Praca                            | Wynik     |
| ---- | ------------------------------------------------ | -------------------------------- | -------------------------------- | --------- |
| 2010 | Scandipop Awards                                 | Największa nadzieja roku         | On sam                           | Wygrana   |
| 2010 | Nagrody im. Marcela Bezençona (Melodifestivalen) | Nagroda Artystyczna              | „Manboy”                         | Wygrana   |
| 2010 | Nagrody im. Marcela Bezençona (Melodifestivalen) | Nagroda Dziennikarzy             | „Manboy”                         | Nominacja |
| 2010 | Rockbjörnen Awards                               | Szwedzka piosenka roku           | „Manboy”                         | Nominacja |
| 2010 | Rockbjörnen Awards                               | Najlepszy przełomowy występ      | On sam                           | Nominacja |
| 2010 | Rockbjörnen Awards                               | Najlepszy występ artysty na żywo | On sam                           | Nominacja |
| 2011 | Scandipop Awards                                 | Najlepszy debiut                 | On sam                           | Nominacja |
| 2011 | Scandipop Awards                                 | Najlepszy artysta                | On sam                           | Wygrana   |
| 2011 | Scandipop Awards                                 | Najlepszy album debiutanta       | Masquerade                       | Wygrana   |
| 2011 | Scandipop Awards                                 | Najlepszy album artysty          | Masquerade                       | Nominacja |
| 2011 | Scandipop Awards                                 | Najlepszy singiel debiutanta     | „Manboy”                         | Nominacja |
| 2011 | Scandipop Awards                                 | Najlepszy singiel debiutanta     | „It’s Gonna Rain”                | Nominacja |
| 2011 | Scandipop Awards                                 | Najlepszy singiel artysty        |                                  | Nominacja |
| 2011 | Scandipop Awards                                 | „Manboy”                         |                                  | Nominacja |
| 2011 | Grammis                                          | Piosenka roku                    |                                  | Nominacja |
| 2011 | Nagroda im. Marcela Bezençona (Melodifestivalen) | Nagroda Artystyczna              | „Popular”                        | Nominacja |
| 2011 | Nagroda im. Marcela Bezençona (Melodifestivalen) | Nagroda Dziennikarzy             | „Popular”                        | Wygrana   |
| 2011 | Nickelodeon Kids’ Choice Awards                  | Ulubiona szwedzka gwiazda        | On sam                           | Nominacja |
| 2011 | Marcel Bezençon Awards                           | Nagroda Artystyczna              | „Popular”                        | Nominacja |
| 2011 | Marcel Bezençon Awards                           | Press Award                      | „Popular”                        | Nominacja |
| 2011 | ESC Radio Awards                                 | Najlepsza piosenka               | „Popular”                        | Wygrana   |
| 2011 | ESC Radio Awards                                 | Najlepszy artysta                | On sam                           | Wygrana   |
| 2011 | You Choice Awards                                | Najlepszy teledysk artysty       | „Popular”                        | Nominacja |
| 2011 | You Choice Awards                                | Najlepszy debiut                 | „Popular”                        | Nominacja |
| 2011 | Rockbjörnen Awards                               | Najlepsza szwedzka piosenka      | „Popular”                        | Nominacja |
| 2011 | Rockbjörnen Awards                               | Najlepszy artysta Live           | On sam                           | Nominacja |
| 2012 | Scandipop Awards                                 | Ulubieniec czytelników           | On sam                           | Wygrana   |
| 2012 | Scandipop Awards                                 | Najlepszy artysta                | On sam                           | Wygrana   |
| 2012 | Scandipop Awards                                 | Najlepszy remix                  | „Popular (SoundFactory Remix)”   | Nominacja |
| 2012 | Scandipop Awards                                 | Najlepszy album artysty          | Saade Vol. 2                     | Nominacja |
| 2012 | Scandipop Awards                                 | Najlepszy album artysty          | Saade Vol. 1                     | Wygrana   |
| 2012 | Scandipop Awards                                 | Najlepszy singiel artysty        | „Popular”                        | Wygrana   |
| 2012 | Grammis                                          | Piosenka roku                    | „Popular”                        | Nominacja |
| 2012 | Nickelodeon Kids’ Choice Awards (Szwecja)        | Ulubiona szwedzka gwiazda        | On sam                           | Wygrana   |
| 2012 | Rockbjörnen Awards                               | Najlepszy artysta na żywo        | On sam                           | Nominacja |
| 2012 | Rockbjörnen Awards                               | Najlepszy koncert                | Annexet                          | Nominacja |
| 2012 | Rockbjörnen Awards                               | Najlepsza szwedzka piosenka      | „Hotter Than Fire”               | Nominacja |
| 2013 | Scandipop Awards                                 | Najlepszy singiel artysty        | „Marching (In the Name of Love)” | Nominacja |
| 2013 | Scandipop Awards                                 | Najlepszy artysta                | On sam                           | Nominacja |
| 2014 | Scandipop Awards                                 | Ulubieniec czytelników           | On sam                           | Wygrana   |
| 2014 | Scandipop Awards                                 | Najlepszy album                  | On sam                           | Wygrana   |
| 2014 | Scandipop Awards                                 | Najlepszy wokalista              | On sam                           | Wygrana   |